# Gonzalo Agustín Piñeiro
Gonzalo Agustín Piñeiro (Florencio Varela, 3 de octubre de 2000) es un futbolista argentino, que se desempeña como centrocampista en el Club Atlético Tigre de la Primera División de Argentina.

## Trayectoria
Gonzalo Piñeiro creció en las categorías inferiores de Estudiantes de La Plata con quien firmó su primer contrato profesional en diciembre de 2021. 
Debutó con el primer equipo el 23 de abril de 2022 en el partido de Copa de la Liga Profesional empatado 2-2 ante Colón (SF) y el 8 de mayo siguiente marcó su primer gol en la derrota 3-1 ante Rosario Central.
En enero de 2024 fue cedido a Aldosivi por una temporada. 
El 23 de junio de 2024 marcó su primer gol con la institución marplatense en la victoria en casa por 2-0 ante el Atlético Rafaela.
El 3 de noviembre de 2024, integrando el plantel de Aldosivi, logra el ascenso a la Primera División.
En enero de 2025, Tigre, acordó su llegada nuevamente a préstamo, pero a la Primera División de Argentina. Se acordó una nueva cesión por un año y con opción de compra en diciembre del 2025, tras extender su vínculo con el Pincha hasta 2026.

## Estadísticas
- Actualizado hasta el 26 de octubre de 2024.

| Estudiantes de La Plata Argentina                                                                                                 | 1.ª                 | 2022                | 9  | 0 | 2 | 1 | 1 | 0 | 12 | 1 |
| Estudiantes de La Plata Argentina                                                                                                 | 1.ª                 | 2023                | 2  | 0 | 4 | 0 | 0 | 0 | 6  | 0 |
| Estudiantes de La Plata Argentina                                                                                                 | Total club          | Total club          | 11 | 0 | 6 | 1 | 1 | 0 | 18 | 1 |
| Aldosivi Argentina | 2.ª                 | 2024                | 33 | 2 | 0 | 0 | — | — | 33 | 2 |
| Aldosivi Argentina | Total club          | Total club          | 33 | 2 | 0 | 0 | 0 | 0 | 33 | 2 |
| Tigre Argentina | 1.ª                 | 2025                | 2  | - | - | - | — | — | -  | - |
| Tigre Argentina | Total club          | Total club          | -  | - | - | - | - | - | -  | - |
| Total en su carrera | Total en su carrera | Total en su carrera | 44 | 2 | 6 | 1 | 1 | 0 | 51 | 3 |
| (1) Incluye Copa de la Liga Profesional, Copa Argentina y Supercopa Argentina. (2) Incluye Copa Sudamericana y Copa Libertadores. |                     |                     |    |   |   |   |   |   |    |   |

## Palmarés

### Campeonatos nacionales
| Título             | Club                    | País      | Año  |
| ------------------ | ----------------------- | --------- | ---- |
| Copa Argentina     | Estudiantes de La Plata | Argentina | 2023 |
| Primera B Nacional | Aldosivi                | Argentina | 2024 |